# Bath Times
Le Bath Times est un journal hebdomadaire gratuit, publié dans le comté du Somerset, en Angleterre, avec trois éditions couvrant les villes de Bath, Midsomer Norton, Radstock et Frome. Il est la propriété de la société Northcliffe Media, filiale du groupe de presse Daily Mail and General Trust.
En 2006, le Bath Times a cessé sa parution.